# Scolecobasidium cateniphorum
Scolecobasidium cateniphorum är en svampart som beskrevs av Matsush. 1975. Scolecobasidium cateniphorum ingår i släktet Scolecobasidium, divisionen sporsäcksvampar och riket svampar.   Inga underarter finns listade i Catalogue of Life.